# Władysław Dusiewicz
Władysław Dusiewicz (ur. 1 stycznia 1899 w Słupi Nowej, zm. w październiku 1939 koło Mińska) – polski żołnierz i strażnik więzienny. Aspirant SW II RP. Ojciec prezesa Federacji Rodzin Katyńskich (1993–2006) Włodzimierza Dusiewicza.

## Życiorys
Uczestniczył w wojnie polsko-bolszewickiej, był dwukrotnie ranny, odznaczony Krzyżem Walecznych.
Po zdemobilizowaniu w 1923 przeniesiono go do służby w więziennictwie. Rozpoczął ją na stanowisku dozorcy więzienia na Świętym Krzyżu. W 1928 został przeniesiony do służby w więzieniu w Fordonie. W 1932 pracował w stopniu przodownika w dziale gospodarczym więzienia we Wronkach. Od 1938 był naczelnikiem więzienia w Grodzisku Wielkopolskim.
Na kilka godzin przed wybuchem II wojny światowej w specjalnym wagonie wywieziono do więzienia w Twierdzy w Brześciu nad Bugiem kilkunastu szpiegów i dywersantów niemieckich. Dowódcą konwoju został naczelnik przodownik Władysław Dusiewicz.  Po przekazaniu więźniów w Brześciu nad Bugiem zgłosił się do dowództwa obrony i jako kapitan artylerii rezerwy dostał niezwłocznie przydział wojskowy. W walkach z Niemcami został ciężko ranny i trafił do szpitala polowego, a po upadku Twierdzy Brzeskiej dostał się do niewoli niemieckiej. W kilka dni później, po wycofaniu się Niemców z Brześcia został jeńcem sowieckim. W pierwszych dniach października 1939 jeńców polskich, w tym również rannych i chorych wywieziono w głąb ZSRR. Konwój NKWD po drodze do Mińska dobijał strzałem z pistoletu ciężej rannych jeńców polskich, a zwłoki systematycznie wyrzucano na pobocze toru. Władysław Dusiewicz został zamordowany w okolicach Mińska.

## Upamiętnienie
W dniu 17 września 2014 został upamiętniony dębem pamięci posadzonym na terenie Zakładu Poprawczego w Grodzisku Wielkopolskim (dawniej więzienie).
Przy wejściu do zakładu poprawczego znajduje się tablica pamiątkowa.